# Sosa (Familienname)
Sosa ist ein spanischer Familienname.

## Namensträger
- Alejandro Córdoba Sosa (* 1971), argentinischer Schriftsteller
- Arturo Sosa (* 1948), venezolanischer Ordensgeistlicher, Generaloberer der Gesellschaft Jesu
- Bertico Sosa (Francisco Alberto Sosa; 1951–2005), dominikanischer Pianist, Arrangeur und Komponist
- Borna Sosa (* 1998), kroatischer Fußballspieler
- Carlos Sosa Rodríguez (1912–1997), venezolanischer Diplomat
- Dagoberto Sosa Arriaga (* 1955), mexikanischer Geistlicher, Weihbischof in Puebla de los Ángeles
- Édgar Sosa (* 1979), mexikanischer Boxer
- Emilio Sosa Gaona (1884–1970), paraguayischer Ordenspriester, Bischof von Concepción y Chaco
- Ernest Sosa (* 1940), US-amerikanischer Philosoph
- Euclides Sosa Aguiar, uruguayischer Politiker
- Fermín Emilio Sosa Rodríguez (* 1968), mexikanischer Geistlicher, Titularerzbischof von Virunum
- Fernando Gabriel Sosa (* 1974), Argentinischer Comiczeichner, Illustrator, Drehbuchautor, Kulturmanager
- Flaminio Sosa (* 1946), paraguayischer Fußballspieler
- Francisco Sosa Escalante (1848–1925), mexikanischer Jurist, Journalist und Historiker
- Francisco Sosa Wagner (* 1946), spanischer Jurist, Schriftsteller und Politiker
- Francisco Alberto Sosa (1951–2005), dominikanischer Pianist, Arrangeur und Komponist, siehe Bertico Sosa
- Franco Sosa (* 1983), uruguayischer Fußballspieler
- Gonzalo Sosa (* 1989), argentinischer Fußballspieler
- Hieronymus de Sosa († 1711), spanischer Theologe, Genealoge und Hochschullehrer
- Ismael Sosa (* 1987), argentinischer Fußballspieler
- Iván Sosa (* 1997), kolumbianischer Radrennfahrer
- Jason Sosa (* 1988), US-amerikanischer Boxer
- José Ernesto Sosa (* 1985), argentinischer Fußballspieler
- José Luis Canto Sosa (* 1960), mexikanischer Geistlicher, Bischof von San Andrés Tuxtla
- Julio Sosa (1926–1964), uruguayischer Tangomusiker und -sänger
- Leandro Sosa (Fußballspieler, 1991) (Luis Leandro Sosa Otermin; * 1991), uruguayischer Fußballspieler
- Leandro Sosa (Fußballspieler, 1994) (Leandro Sosa Toranza; * 1994), uruguayischer Fußballspieler
- Luis Sosa (Radsportler) (Luis Alberto Sosa; * 1949), uruguayischer Radsportler
- Luis Alfonso Sosa (* 1967), mexikanischer Fußballspieler und -trainer
- Luis Eduardo Martínez Sosa (* 1990), uruguayischer Fußballspieler, siehe Luis Martínez (Fußballspieler, 1990)
- Manuela Soto Sosa (* 1991), schweizerisch-uruguayische Mixed-Media-Künstlerin und Tätowiererin
- Marcelo Sosa (* 1978), uruguayischer Fußballspieler
- Marco Antonio Yon Sosa (~1940–1970), guatemaltekischer Offizier und Guerillaführer
- Marlene Sosa (* 1986), mexikanische Handballspielerin
- Mercedes Sosa (La Negra; 1935–2009), argentinische Sängerin
- Merqui Sosa (* 1965), dominikanischer Boxer
- Nicolás Sosa (* 1996), uruguayischer Fußballspieler
- Omar Sosa (Omar Sosa Palacios; * 1965), kubanischer Pianist und Komponist
- Porfirio Lobo Sosa (* 1947), honduranischer Politiker
- Raquel Sosa Elízaga, mexikanische Soziologin
- Roberto Sosa (Autor) (1930–2011), honduranischer Schriftsteller
- Roberto Sosa (Schauspieler) (* 1970), mexikanischer Schauspieler
- Roberto Sosa (Fußballspieler) (* 1975), argentinischer Fußballspieler
- Roberto Eduardo Sosa (1935–2008), uruguayischer Fußballspieler
- Rodrigo Sosa (* 1993), uruguayischer Fußballspieler
- Ruben Martín Sosa (* 1993), uruguayischer Fußballspieler
- Rubén Sosa (Fußballspieler) (* 1966), uruguayischer Fußballspieler
- Rubén Héctor Sosa (1936–2008), argentinischer Fußballspieler
- Sammy Sosa (Samuel Peralta Sosa; * 1968), dominikanischer Baseballspieler
- Sebastián Sosa (Fußballspieler, 1986) (* 1986), uruguayischer Fußballspieler
- Sebastián Sosa (Fußballspieler, 1994) (* 1994), uruguayischer Fußballspieler